# Xan Valleys
Xan Valleys est un EP du groupe Klaxons, sorti en octobre 2006.

## Liste des titres
- Gravity's Rainbow
- Atlantis to Interzone
- Four Horsemen of 2012
- The Bouncer
- Gravity's Rainbow (Van She remix)
- Atlantis to Interzone (Crystal Castles remix)

Gravity's Rainbow, Atlantis to Interzone et Four Horsemen of 2012 sont également disponibles sur l'album Myths of the Near Future.